# ریولیت

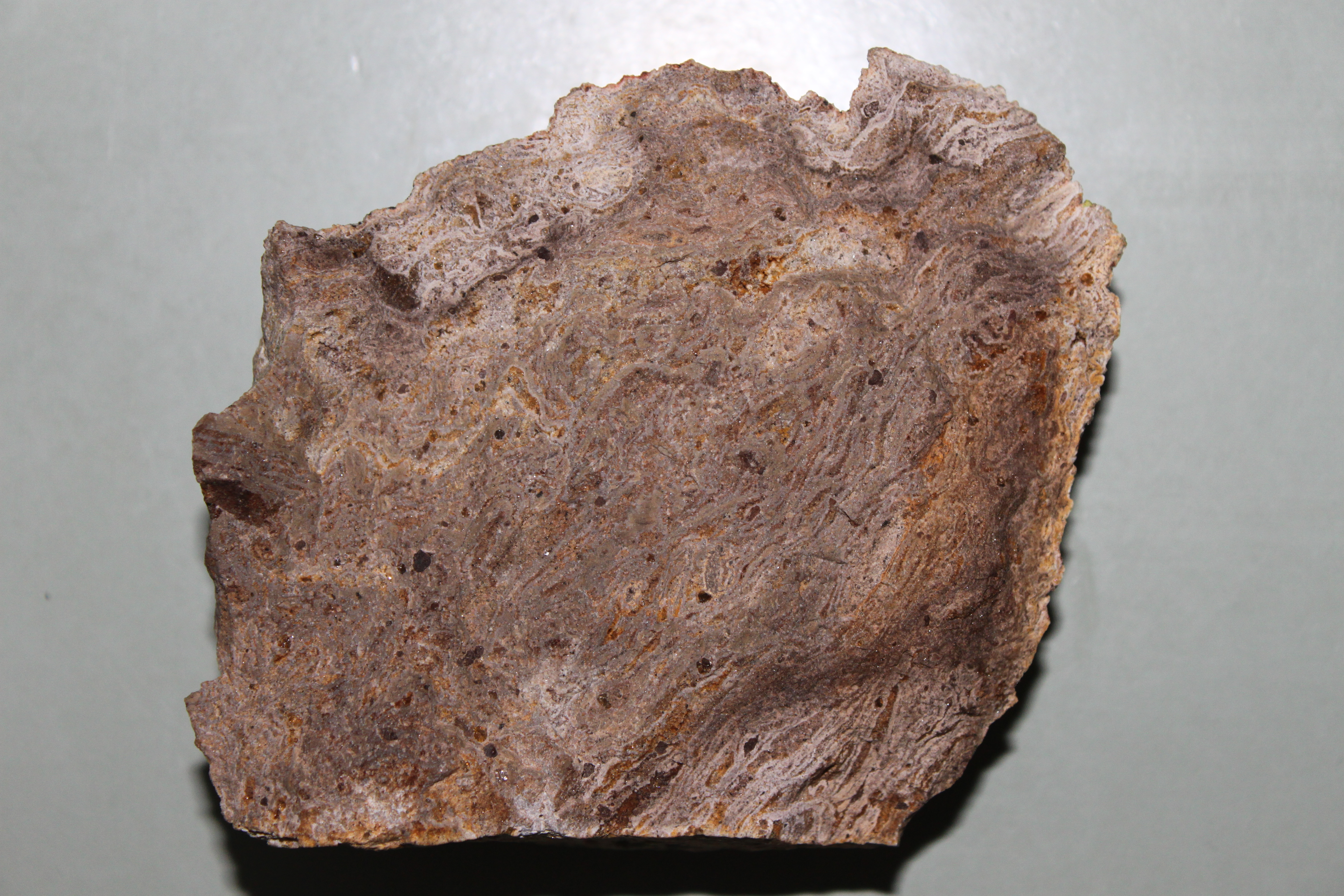
نمونه‌ای از ریولیت

ریولیت (به انگلیسی: Rhyolite) نوعی سنگ آتشفشانی است که از نظر کانی‌شناسی دارای فنوکریستهای کوارتز همراه با آلکالی فلدسپات و پلاژیوکلاز در یک زمینه دانه‌ریز و فلدسپار و کوارتز است. در سنگ‌های ریولیتی معمولاً فنوکریست‌های کوارتز بیشتر و کانی های مافیک کمتر هستند.
سنگ‌های ریولیتی اغلب در نواحی قاره‌ای و گاهی به صورت مشتقاتی همراه با بازالت  های آلکالن جزایر اقیانوسی دیده می‌شوند. این سنگ‌ها در نواحی آتشفشانی به صورت گنبدهای کوچکی همراه با توف‌های وابسته دیده می‌شوند.

## نگارخانه

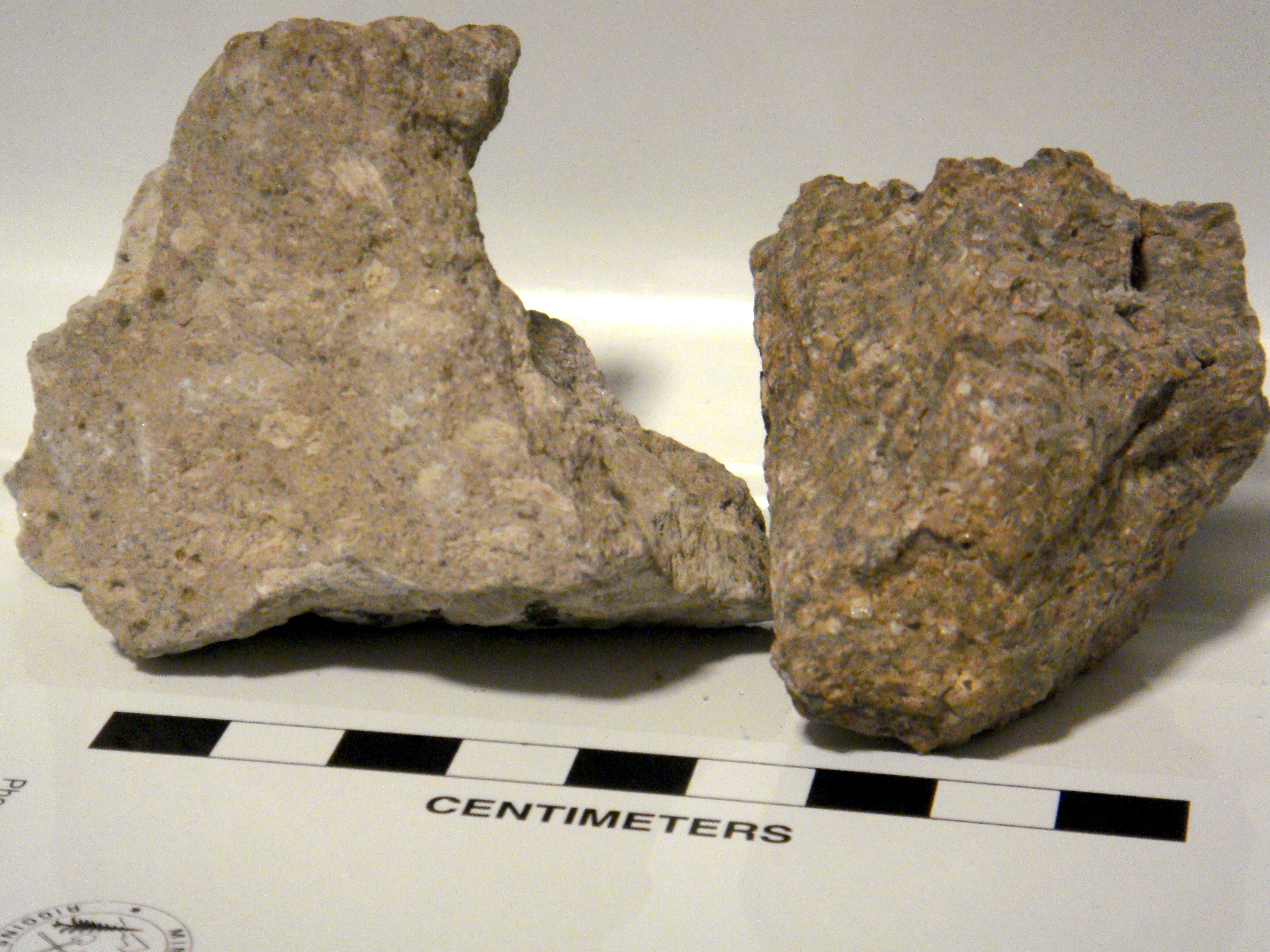
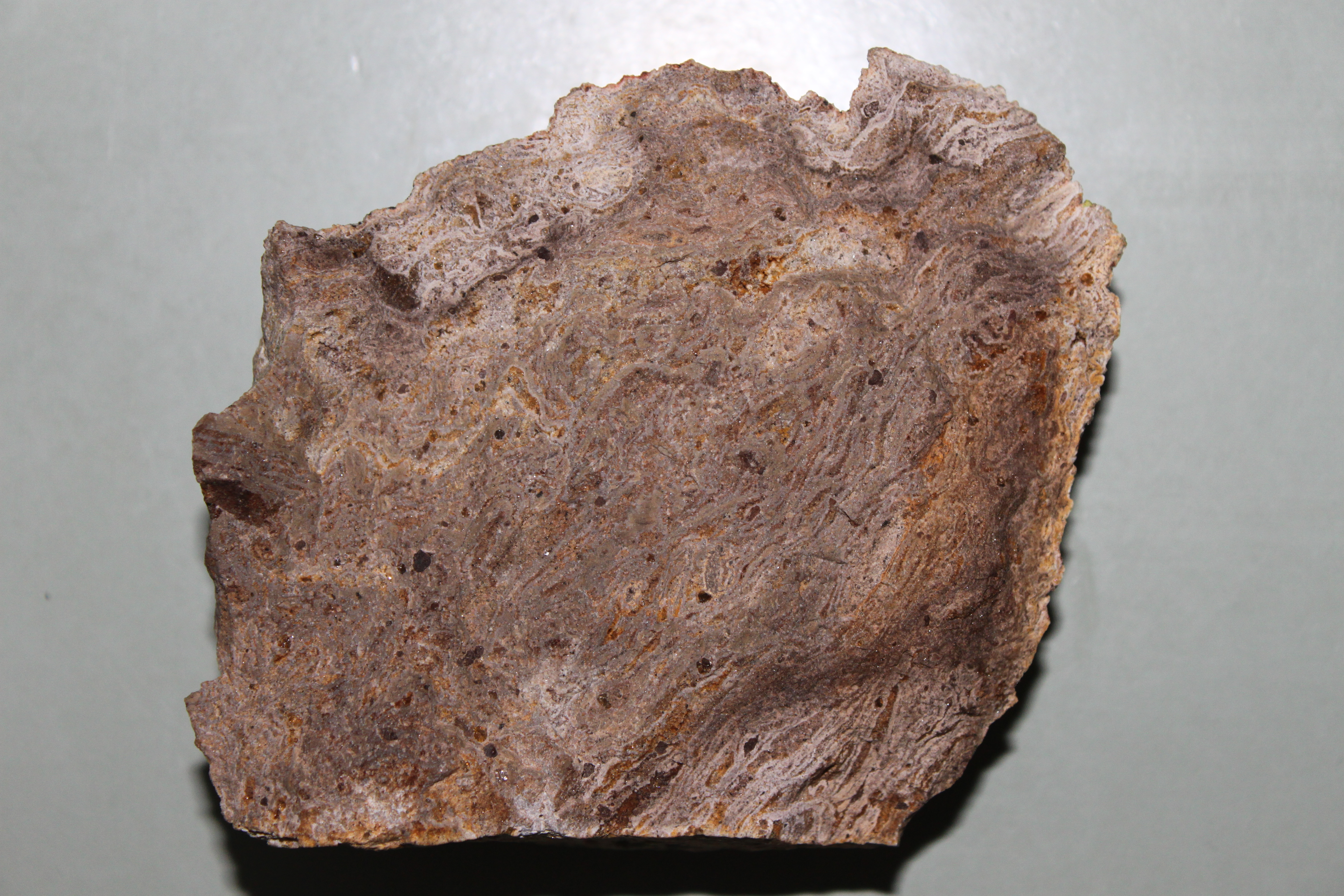